# وینیسیوس ماچادو
وینیسیوس ماچادو (پرتغالی: Vinicius Machado؛ زادهٔ ۱۲ ژوئیهٔ ۱۹۸۲) بازیگر اهل برزیل است.
از فیلم‌ها یا برنامه‌های تلویزیونی که وی در آن نقش داشته است، می‌توان به قدرت، ان‌سی‌آی‌اس و کارآگاه حقیقی اشاره کرد.